# Vincenzo Russo (politico 1901-1976)
Vincenzo Mario Russo (Mariglianella, 18 gennaio 1901 – 16 maggio 1976) è stato un politico e avvocato italiano.